# Sommer-Paralympics 2012/Schießen
Bei den Sommer-Paralympics 2012 in London wurden in insgesamt zwölf Wettbewerben im Sportschießen Medaillen vergeben. Die Entscheidungen fielen zwischen dem 30. August und dem 6. September 2012 in den Royal Artillery Barracks, Woolwich, wo auch die olympischen Wettkämpfe stattfanden.

## Klassen
Es wird in zwei Klassen beim Sportschießen unterschieden:
- SH1 (Athleten brauchen keinen Schießstand)
- SH2 (Athleten brauchen einen Schießstand um ihren Arm aufzulehnen)

## Ergebnisse
Es nahmen insgesamt 140 Athleten, davon 99 männliche und 41 weibliche, an den paralympischen Schießwettkämpfen teil.

### Männer

#### Luftpistole 10 Meter (SH1)
| Platz | Land     | Athletin              | Ringe |
| ----- | -------- | --------------------- | ----- |
| 1     | Südkorea | Park Sea-Kyun         | 664.7 |
| 2     | Türkei   | Muharrem Korhan Yamaç | 664,7 |
| 3     | Südkorea | Lee Ju-Hee            | 662.7 |
| 4     | Thailand | Bordin Sornsriwichai  | 662.1 |
| 5     | Russland | Valeriy Ponomarenko   | 661.3 |
| 6     | Serbien  | Živko Papaz           | 660,7 |
| 7     | Polen    | Wojciech Kosowski     | 660.7 |
| 8     | Russland | Sergej Malischew      | 656,8 |

Datum: 30. August 2012

#### Luftgewehr 10 Meter (SH1)
| Platz | Land                         | Athletin                | Ringe  |
| ----- | ---------------------------- | ----------------------- | ------ |
| 1     | Volksrepublik China          | Dong Chao               | 699.5  |
| 2     | Schweden                     | Jonas Jacobsson         | 696.5  |
| 3     | Deutschland                  | Josef Neumaier          | 693,4  |
| 4     | Südkorea                     | Lee Seung-Chul          | 693,4  |
| 5     | Südkorea                     | Shim Young-Jip          | 692,9  |
| 6     | Ukraine                      | Iurii Stoiev            | 691.9  |
| 7     | Vereinigte Arabische Emirate | Abdulla Sultan Alaryani | 691.8  |
| 8     | Slowenien                    | Franc Pinter            | 6868,9 |

Datum: 31. August 2012

#### Freies Gewehr 50 Meter (SH1)
| Platz | Land                         | Athletin                | Ringe  |
| ----- | ---------------------------- | ----------------------- | ------ |
| 1     | Schweden                     | Jonas Jacobsson         | 1255,9 |
| 2     | Israel                       | Doron Shaziri           | 1252,4 |
| 3     | Volksrepublik China          | Dong Chao               | 1251,5 |
| 4     | Südkorea                     | Youngjip Shim           | 1245,7 |
| 5     | Südkorea                     | Jae-Yong Sim            | 1235,9 |
| 6     | Vereinigte Arabische Emirate | Abdulla Sultan Alaryani | 1229,7 |
| 7     | Frankreich                   | Cedric Fevre            | 1226,7 |
| 8     | Vereinigte Arabische Emirate | Obaid Aldahmani         | 1225,4 |

Datum: 5. September 2012

### Frauen

#### Luftpistole 10 Meter (SH1)
| Platz | Land           | Athletin                | Ringe      |
| ----- | -------------- | ----------------------- | ---------- |
| 1     | Nordmazedonien | Olivera Nakovska-Bikova | 475,7 (PR) |
| 2     | Russland       | Marina Klimchenko       | 469,6      |
| 3     | Iran           | Sareh Javanmardi        | 469,0      |
| 4     | Ukraine        | Olga Mustafaieva        | 468,6      |
| 5     | Südkorea       | Myungsoon Park          | 468,6      |
| 6     | Iran           | Alieh Mahmoudi          | 467,1      |
| 7     | Aserbaidschan  | Yelena Taranova         | 465,9      |
| 8     | Russland       | Natalia Dalekova        | 463,4      |

Datum: 31. August 2012

#### Luftgewehr 10 Meter (SH1)
| Platz | Land                | Athletin            | Ringe |
| ----- | ------------------- | ------------------- | ----- |
| 1     | Volksrepublik China | Cuipin Zhang        | 500,9 |
| 2     | Deutschland         | Manuela Schmermund  | 493,6 |
| 3     | Australien          | Natalie Smith       | 492,4 |
| 4     | Südkorea            | Lee Yun-Ri          | 492,3 |
| 5     | Thailand            | Wasana Keatjaratkul | 492,3 |
| 6     | Südkorea            | Lee Yoo-Jeong       | 491,9 |
| 7     | Slowakei            | Veronika Vadovičová | 491,3 |
| 8     | Australien          | Libby Kosmala       | 488,7 |

Datum: 30. August 2012

#### Sportgewehr 50 Meter (SH1)
| Platz | Land                   | Athletin            | Ringe |
| ----- | ---------------------- | ------------------- | ----- |
| 1     | Volksrepublik China    | Zhang Cuiping       | 676,6 |
| 2     | Volksrepublik China    | Dang Shibei         | 671,1 |
| 3     | Slowakei               | Veronika Vadovičová | 669,6 |
| 4     | Südkorea               | Lee Yunri           | 668,6 |
| 5     | Deutschland            | Manuela Schmermund  | 660,3 |
| 6     | Polen                  | Jolanta Szulc       | 649,3 |
| 7     | Vereinigtes Königreich | Karen Butler        | 650,8 |
| 8     | Südkorea               | Lee Yoojeong        | 648,5 |

Datum: 6. September 2012

### Mixed

#### Luftgewehr 10 Meter liegend (SH1)
| Platz | Land                   | Athlet/in         | Ringe |
| ----- | ---------------------- | ----------------- | ----- |
| 1     | Frankreich             | Cédric Fèvre      | 706,7 |
| 2     | Vereinigtes Königreich | Matthew Skelhon   | 706,4 |
| 3     | Volksrepublik China    | Cuiping Zhang     | 705,8 |
| 4     | Südkorea               | Jae-Young Sim     | 705,6 |
| 5     | Italien                | Azzurra Ciani     | 704,9 |
| 6     | Deutschland            | Natascha Hiltrop  | 704,4 |
| 7     | Brasilien              | Reinaldo Saavedra | 704,3 |
| 8     | Russland               | Sergey Nochevnoy  | 704,1 |

Datum: 1. September 2012

#### Luftgewehr 10 Meter liegend (SH2)
| Platz | Land                   | Athlet/in           | Ringe |
| ----- | ---------------------- | ------------------- | ----- |
| 1     | Südkorea               | Vasyl Kovalchuk     | 706,4 |
| 2     | Frankreich             | Raphael Voltz       | 705,9 |
| 3     | Vereinigtes Königreich | James Bevis         | 705,9 |
| 4     | Neuseeland             | Michael Johnson     | 705,7 |
| 5     | Slowenien              | Damjan Pavlin       | 705,6 |
| 6     | Südkorea               | Jiseok Lee          | 705,4 |
| 7     | Vereinigtes Königreich | Georgina Callingham | 705,2 |
| 8     | Südkorea               | Youngjun Jeong      | 704,6 |

Datum: 1. September 2012

#### Luftgewehr 10 Meter stehend (SH2)
| Platz | Land       | Athletin              | Ringe         |
| ----- | ---------- | --------------------- | ------------- |
| 1     | Südkorea   | Kang Juyoung          | 705,5 (FPR)   |
| 2     | Slowenien  | Franček Gorazd Tiršek | 704,7 (+10,8) |
| 3     | Neuseeland | Michael Johnson       | 704,7 (+10,3) |
| 4     | Serbien    | Sinisa Vidić          | 704,5         |
| 5     | Frankreich | Tanguy de La Forest   | 703,8         |
| 6     | Südkorea   | Jeon Youngjun         | 702,9         |
| 7     | Australien | Jason Maroney         | 702,6         |
| 8     | Frankreich | Raphael Voltz         | 702,5         |

Datum: 2. September 2012

#### Sportpistole 25 Meter (SH1)
| Platz | Land                | Athlet/in          | Ringe |
| ----- | ------------------- | ------------------ | ----- |
| 1     | Volksrepublik China | Li Jianfei         | 770,3 |
| 2     | Russland            | Sergej Malischew   | 765,5 |
| 3     | Ukraine             | Waleri Ponomarenko | 764,9 |
| 4     | Türkei              | M Korhan Yamac     | 763,1 |
| 5     | Südkorea            | Lee Juhee          | 762,6 |
| 6     | Russland            | Sergej Malischew   | 762,9 |
| 7     | Serbien             | Živko Papaz        | 755,5 |
| 8     | Südkorea            | Park Seakyun       | 744,8 |

Datum: 3. September 2012

#### Freies Gewehr 50 Meter liegend (SH1)
| Platz | Land                         | Athletin                       | Ringe |
| ----- | ---------------------------- | ------------------------------ | ----- |
| 1     | Vereinigte Arabische Emirate | Abdullah Sultan Alaryani       | 694,8 |
| 2     | Spanien                      | Juan Antonio Saavedra Reinaldo | 694,6 |
| 3     | Vereinigtes Königreich       | Matthew Skelhon                | 693,2 |
| 4     | Schweden                     | Jonas Jacobsson                | 692,2 |
| 5     | Südkorea                     | Sim Jae Yong                   | 692,1 |
| 6     | Israel                       | Doron Shaziri                  | 691,8 |
| 7     | Slowakei                     | Radoslav Malenovský            | 690,7 |
| 8     | Südkorea                     | Shim Youngjip                  | 688,7 |

Datum: 4. September 2012

#### Freie Pistole 50 Meter (SH1)
| Platz | Land                | Athletin              | Ringe |
| ----- | ------------------- | --------------------- | ----- |
| 1     | Südkorea            | Sea-Kyun Park         | 642,4 |
| 2     | Russland            | Waleri Ponomarenko    | 633,2 |
| 3     | Volksrepublik China | Ni Hedong             | 625,3 |
| 4     | Volksrepublik China | Li Jianfei            | 624,5 |
| 5     | Türkei              | Muharrem Korhan Yamaç | 623,8 |
| 6     | Russland            | Sergej Malischew      | 623,3 |
| 7     | Polen               | Wojciech Kosowski     | 623,3 |
| 8     | Volksrepublik China | Ru Decheng            | 612,6 |

Datum: 6. September 2012

## Medaillenspiegel Schießen
| Medaillenspiegel Schießen | Medaillenspiegel Schießen    | Medaillenspiegel Schießen | Medaillenspiegel Schießen | Medaillenspiegel Schießen | Medaillenspiegel Schießen |
| Platz                     | Land                         | G                         | S                         | B                         | Gesamt                    |
| ------------------------- | ---------------------------- | ------------------------- | ------------------------- | ------------------------- | ------------------------- |
| 01                        | China                        | 4                         | 1                         | 3                         | 8                         |
| 02                        | Südkorea                     | 3                         | –                         | 1                         | 4                         |
| 03                        | Frankreich                   | 1                         | 1                         | –                         | 2                         |
| 03                        | Schweden                     | 1                         | 1                         | –                         | 2                         |
| 05                        | Nordmazedonien               | 1                         | –                         | –                         | 1                         |
| 05                        | Ukraine                      | 1                         | –                         | –                         | 1                         |
| 05                        | Vereinigte Arabische Emirate | 1                         | –                         | –                         | 1                         |
| 08                        | Russland                     | –                         | 3                         | 1                         | 4                         |
| 09                        | Großbritannien               | –                         | 1                         | 2                         | 3                         |
| 10                        | Deutschland                  | –                         | 1                         | 1                         | 2                         |
| 11                        | Israel                       | –                         | 1                         | –                         | 1                         |
| 11                        | Slowenien                    | –                         | 1                         | –                         | 1                         |
| 11                        | Spanien                      | –                         | 1                         | –                         | 1                         |
| 11                        | Türkei                       | –                         | 1                         | –                         | 1                         |
| 15                        | Australien                   | –                         | –                         | 1                         | 1                         |
| 15                        | Iran                         | –                         | –                         | 1                         | 1                         |
| 15                        | Neuseeland                   | –                         | –                         | 1                         | 1                         |
| 15                        | Slowakei                     | –                         | –                         | 1                         | 1                         |